# Municipio de Merkel
El municipio de Merkel (en inglés: Merkel Township) es un municipio ubicado en el condado de Kidder en el estado estadounidense de Dakota del Norte. En el año 2010 tenía una población de 27 habitantes y una densidad poblacional de 0,15 personas por km².

## Geografía
El municipio de Merkel se encuentra ubicado en las coordenadas 47°15′16″N 99°49′32″O / 47.25444, -99.82556. Según la Oficina del Censo de los Estados Unidos, el municipio tiene una superficie total de 185.42 km², de la cual 170 km² corresponden a tierra firme y (8,32 %) 15,42 km² es agua.

## Demografía
Según el censo de 2010, había 27 personas residiendo en el municipio de Merkel. La densidad de población era de 0,15 hab./km². De los 27 habitantes, el municipio de Merkel estaba compuesto por el 100 % blancos. Del total de la población el 0 % eran hispanos o latinos de cualquier raza.